# Jock Shaw
Jock Shaw (Annathill, 29 novembre 1912 – Glenboig, 13 giugno 2000) è stato un calciatore scozzese, di ruolo difensore.

## Biografia
Anche suo fratello minore David è stato un calciatore professionista, che giocò con le maglie di Hibernian e Aberdeen.
Shaw morì il 13 giugno 2000 a Glenboig, dove trascorse la maggior parte della propria vita.

## Carriera

### Club
Soprannominato "Tiger" per il suo stile di gioco, nel 1933 approdò per la prima volta nel calcio professionistico tra le file dell'Airdrieonians. Dopo 5 anni e 174 presenze venne ceduto per una somma di £ 2.000 ai Rangers. In 15 stagioni con i Gers, di cui 12 da capitano, vinse in totale 4 campionati scozzesi, 3 Coppe di Scozia e 2 Coppe di Lega scozzesi, con tanto di treble nazionale nella stagione 1948-1949. Dopo il proprio ritiro dalle attività agonistiche, tornò nuovamente ai Rangers con il ruolo di tecnico delle formazioni giovanili, e poi successivamente come giardiniere.

### Nazionale
Il 23 gennaio 1946 fece il proprio debutto con la Nazionale scozzese, in un'amichevole contro il Belgio pareggiata per 2-2. Da lì fino all'anno seguente mise assieme un totale di 6 partite, tutte giocate con al braccio la fascia da capitano.

## Palmarès

### Competizioni nazionali
- Campionato scozzese: 4

Rangers: 1938-1939, 1946-1947, 1948-1949, 1949-1950
- Coppa di Scozia: 3

Rangers: 1947-1948, 1948-1949, 1949-1950
- Coppa di Lega scozzese: 2

Rangers: 1946-1947, 1948-1949